# Лизин-специфическая деметилаза 6B
Лизин-специфическая деметилаза 6B — белок человека, кодируемый геном KDM6B, расположенным на 17-й хромосоме. KDM6B участвует в регуляции экспрессии различных генов, осуществляя деметилирование ди- или триметилированного 27-го лизинового остатка гистона H3 (традиционно используемое обозначение гистоновой модификации: H3K27me2 и H3K27me3).

## Заболевания
По состоянию на 2021 год было известно, что ген KDM6B может выступать в роли как гена-супрессора опухолей, так и онкогена, в зависимости от внутриклеточного контекста. Согласно обзору, опубликованному в 2022 году, ингибиторы деметилаз KDM6B и KDM6A могут теоретически послужить как средствами терапии опухолей, так и средствами лечения иных заболеваний.

### Расстройство нервно-психического развития
В 2019 году группа авторов Stolerman et al. описала новое расстройство, обнаруженное в группе пациентов с патологическими de novo мутациями в гене KDM6B. Новое заболевание было названо «нарушением нервно-психического развития с огрублением черт лица и лёгкими аномалиями строения дистальных отделов конечностей» (англ. neurodevelopmental disorder with coarse facies and mild distal skeletal abnormalities, аббревиатура: NEDCFSA) и внесено в каталог OMIM под кодом 618505.

## На стадии исследований
В 2022 году было опубликовано исследование о возможной связи мутаций гена KDM6B с развитием церебральной фолатной недостаточности.